# Billy Currie
Pour les articles homonymes, voir Currie.
Billy Currie est un musicien britannique né le 1er avril 1950 à Huddersfield. Il joue du violon, de l'alto et des claviers. Il est principalement connu en tant que membre des groupes de new wave Ultravox et Visage.

## Biographie
En 1974 il rejoint le groupe Tiger Lily qui, deux ans plus tard, change son nom en Ultravox. Billy Currie est le seul membre d'Ultravox à avoir participé à tous les albums du groupe.
En 1979, après les départs du chanteur John Foxx et du guitariste Robin Simon, la formation se met en sommeil. Billy Currie intègre le projet de Steve Strange, Visage où officie entre autres Midge Ure. Ce dernier, à l'invitation de Currie, devient le nouveau chanteur et guitariste d'Ultravox. En 1979, il joue le violon sur deux pièces de l'album The Pleasure Principle de Gary Numan, puis il est présent sur le live Living Ornaments '79 parut en 1981.
Billy Currie quitte Visage en 1984 au début de l'enregistrement de l'album Beat Boy, et quand Ultravox se sépare en 1988, il entame une carrière solo. Il forme également un nouveau groupe, Humania, où il retrouve le guitariste Robin Simon. L'existence de Humania est éphémère. Un album est tout de même enregistré en 1989, Sinews of The Soul, mais il ne sera publié qu'en 2006.
Entre 1988 et 1991, Billy croisera la route de Steve Howe, le guitariste de Yes, à deux reprises, d'abord lors du premier album solo de Billy Transportation, alors que Steve joue sur les deux premières chansons de l'album. Puis en 1991 alors que Howe réalise son album Turbulences, Billy joue les claviers sur 8 des pièces de l'album.
Entre 1992 et 1996, Billy Currie relance Ultravox avec de nouveaux musiciens. Tony Fenelle et Sam Blue se succèderont au chant durant cette période.
À partir de 2008, Ultravox est de nouveau actif, avec Billy Currie, Chris Cross, Midge Ure et Warren Cann.

## Discographie

### Solo
- Albums studio :
- 1988 : Transportation - Avec Steve Howe sur 2 chansons.
- 1991 : Stand Up and Walk
- 2001 : Unearthed
- 2001 : Keys and the Fiddle
- 2002 : Push
- 2005 : Still Movement
- 2006 : Accidental Poetry of the Structure
- 2009 : Refine
- 2013 : Balletic Transcend
- 2016 : Doppel
- 2020 : The Brushwork Oblast

- Compilations : 
- 2002 : Pieces of The Puzzle
- 2007 : Sixty Minutes With

### Gary Numan
- 1981 : Living Ornaments '79 - Album live

### Visage
- 1980 : Visage
- 1982 : The Anvil
- 1984 : Beat Boy

### Humania
- 2006 : Sinews of The Soul

### Collaborations
- 1979 : Gary Numan - The Pleasure Principle - Billy sur deux chansons de l'album.
- 1980 : Phil Lynott - Solo in Soho (synthétiseur sur le titre Yellow Pearl)
- 1985 : The Armoury Show - Waiting for the Floods (violon sur le titre Higher Than the World)
- 1990 : Dead or Alive - Fan the Flame (violon sur le titre Unhappy Birthday)
- 1991 : Steve Howe - Turbulence - Claviers et alto sur tout l'album